# Les Leston
Leslie "Les" Leston, nato Alfred Lazarus Fingleston (Bulwell, 16 dicembre 1920 – Bexhill-on-Sea, 13 maggio 2012), è stato un pilota automobilistico britannico.
Fu campione di Formula 3 nazionale nel 1954 e prese parte a 2 Gran Premi iridati tra il 1956 ed il 1957. Vinse inoltre il Gran Premio del Lussemburgo 1952, non valido per il Campionato Mondiale.

## Carriera
Leston cominciò la propria carriera nel mondo dell'automobilismo nel 1949, quando decise di comprare una Jaguar SS100. L'anno seguente decise invece di dedicarsi alla Formula 3, cominciando ad ottenere i suoi primi successi nel 1951. I buoni risultati raggiunti attirarono l'attenzione della Cooper che lo assunse come pilota nel suo team nel 1953 e l'anno dopo riuscì a laurearsi campione di F3 inglese. Contemporaneamente cominciò a prendere parte a gare con vetture sport e di Formula Libre, categorie in cui ottenne diversi successi.
Nel 1956 fece poi il suo debutto in Formula 1 al Gran Premio d'Italia, ma fu costretto al ritiro. Lo stesso anno aveva partecipato a diversi eventi di Formula 2 e ad alcune gare extra campionato. Prese parte ad altri due appuntamenti mondiali di Formula 1, mancando la qualificazione a Monaco e ritirandosi in Inghilterra.
Nel 1958 fu protagonista di un grave incidente al Gran Premio di Caen e, a partire da questo momento cominciò a ridurre la sua attività di pilota, concentrandosi soprattutto in gare con vetture a ruote coperte. Contemporaneamente si dedicò al mondo degli affari aprendo diversi negozi di articoli per piloti. Dopo essersi trasferito ad Hong Kong negli anni settanta, dove ebbe successo come broadcaster, si ritirò a vita privata un decennio dopo.

## Risultati in Formula 1
| 1956 | Scuderia  | Vettura   |  |  |  |  |  |  |  |     |  | Punti | Pos. |
| ---- | --------- | --------- |  |  |  |  |  |  |  | --- |  | ----- | ---- |
| 1956 | Connaught | Connaught |  |  |  |  |  |  |  | Rit |  | 0     |      |

| 1957 | Scuderia     | Vettura              |  |    |  |  |     |  |  |  |  | Punti | Pos. |
| ---- | ------------ | -------------------- |  | -- |  |  | --- |  |  |  |  | ----- | ---- |
| 1957 | Cooper e BRM | Cooper T43 e BRM P25 |  | NQ |  |  | Rit |  |  |  |  | 0     |      |

| Legenda | 1º posto     | 2º posto | 3º posto    | A punti         | Senza punti/Non class.  | Grassetto – Pole position Corsivo – Giro più veloce |
| Legenda | Squalificato | Ritirato | Non partito | Non qualificato | Solo prove/Terzo pilota | Grassetto – Pole position Corsivo – Giro più veloce |